# Lambda d'Aquari
Lambda d'Aquari (λ Aquarii) és una estrella de la constel·lació d'Aquari. Té també els noms tradicionals de Hydor i Ekkysis que deriven del grec antic ‘υδωρ que significa "l'aigua" i εκχυσις, "efusió sentimental".
Lambda d'Aquari és una gegant vermella del tipus M amb una magnitud aparent de +3,73. Aproximadament 392 anys llum de la Terra. Està classificada com a estrella variable irregular i el seu esclat varia de la magnitud +3,70 a +3,80.
La localització d'aquesta estrella en el cel es mostra en el mapa següent de la constel·lació Aquarius:

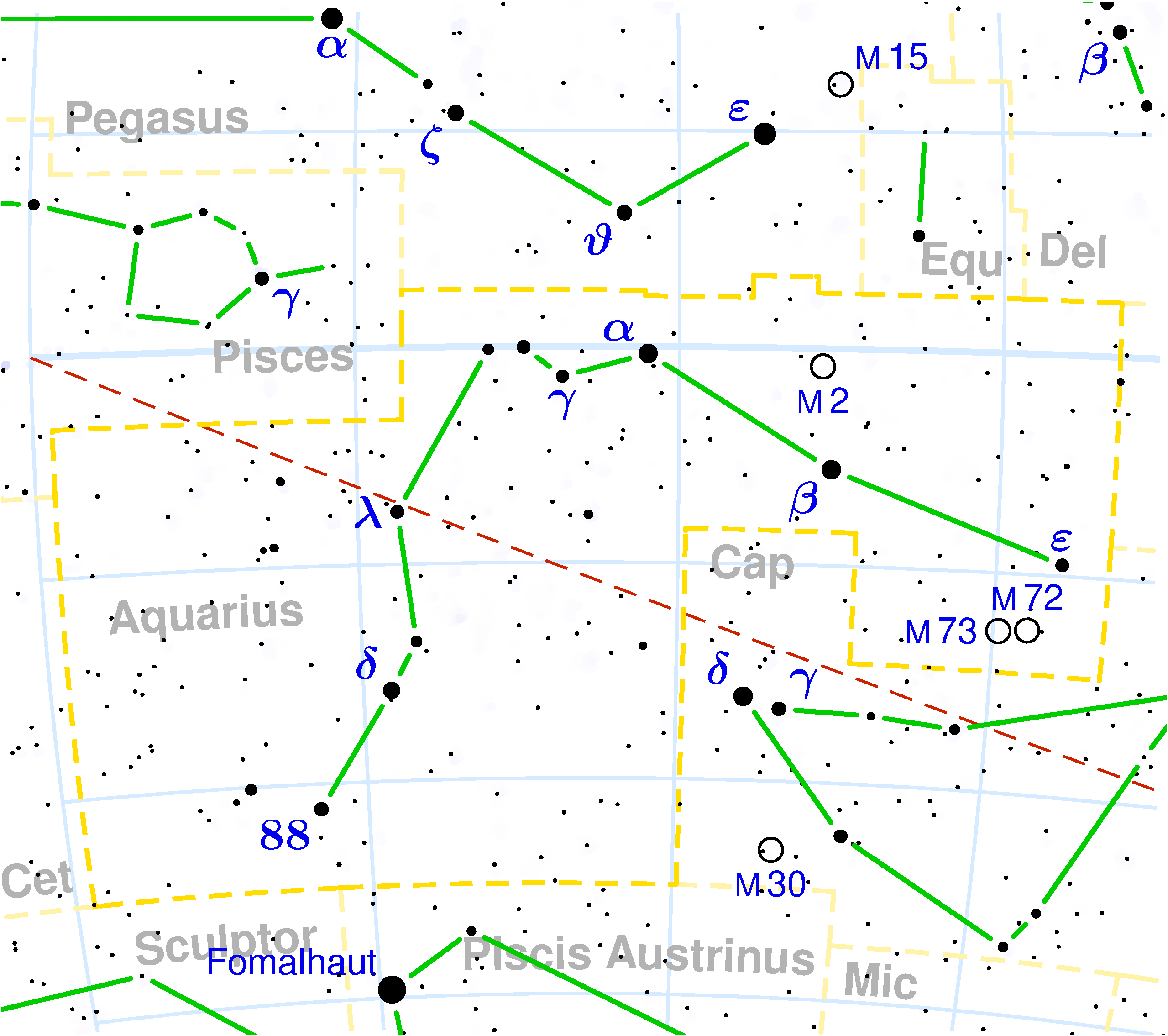
Constel·lació d'Aquari